# 泉澤祐希
泉澤祐希（日语：／ Izumisawa Yuki，1993年6月11日—），日本男演員，千葉縣出生。

## 簡歷
泉澤祐希自8歲起，即以童星身分開始戲劇演出。2008年，從原本所屬的Central Group童星事務所移籍至現今的ALPHA AGENCY。
2006年，在東野圭吾原著小說改編的TBS電視台話題電視劇《白夜行》中，飾演山田孝之兒童時期，和福田麻由子的對手戲大受好評而受到注目。

## 戲劇作品

### 電視劇
- NHK晨間劇（NHK)
  - 鈴蘭 第1回（1999年4月5日） - 常盤鐵男（幼少期）
  - 阿政 第24週139回 - 第149回（2015年3月16日 - 27日） - 岡崎悟 [2]
  - 雛鳥（2017年4月3日 - 9月30日） - 角谷三男
  - 歡呼 第107回 - 第108回（2020年11月10日 - 11日） - 三上典男
- OUT〜妻たちの犯罪〜（1999年10月 - 12月，富士電視台） - 山本貴志
- 花村大介 第6話（2000年8月8日，關西電視台）
- おばさんデカ 桜乙女の事件帖9（2000年12月29日，富士電視台）
- 世界奇妙物語 SMAPの特別編（2001年，富士電視台） - 克也（幼少）
- 非婚家族（2001年7月 - 9月，富士電視台） - 的場翔太
- 平岩弓枝のお美也 第2話（2002年4月，NHK）
- 外科医零子2「ハートの疑惑」（2002年9月2日，TBS）- 丸山浩一郎
- 逮捕令 第7話（2002年11月28日，朝日電視台）- 小澤俊介
- 我的老婆是男人 第9話（2003年6月14日，日本電視台） - 金井やすお
- 恋文 〜私たちが愛した男〜（2003年10月 - 12月，TBS） - 竹原優
- ホームドラマ!（2004年4月 - 6月，TBS） - 青山宏樹
- SP 負け犬の遠吠え（2005年1月8日，日本電視台）
- 青春の門-筑豊篇-（2005年3月21日，TBS） - 伊吹信介（7 - 10歳）
- ブラザー☆ビート（2005年10月 - 12月，TBS） - 桜井達也（幼少）
- 超越巔峰 第2話（2005年12月17日，NHK）
- 白夜行（2006年1月 - 3月，TBS） - 桐原亮司（幼少時代）
- 鐵板少女小茜!! 第1話（2006年10月15日，TBS） - 一条心太（少年期）
- 大河劇 （NHK）
  - 功名十字路 第36回 - 第38回・第48回（2006年9月10日 - 24日・12月3日，NHK） - 拾
  - 花燃 第3回 - 第6回（2015年1月18日 - 2月8日） - 金子重輔
  - 西鄉殿 第27回 - 最終回（2018年7月22日 - 12月16日） - 川路利良
  - 直衝青天 第37回 - 最終回（2021年11月28日 - 12月26日） - 澀澤篤二
- その5分前 ラスト・ファイト（2006年12月27日，NHK）
- 砂時計（2007年3月12日 - 6月1日，TBS） - 北村大悟（少年期）
- 新マチベン 〜オトナの出番〜 第3話（2007年7月14日，NHK） - 米村大地
- 考試之神 第3話・第9話（2007年，日本電視台） - 天木愛嵐（フレンチ王子）
- 愛の劇場 愛のうた!（2007年10月29日 - 12月28日，TBS） - 黒川紅司
- 藤子・F・不二雄のパラレル・スペース「ボクラ共和国」（2008年，WOWOW）
- さよならが言えなくて（2009年9月18日，朝日電視台） - 近藤陽太
- 空中急診英雄 第8話（2010年3月1日，富士電視台）
- 桃花期（2010年7月16日-，東京電視台） - 中學時代的藤本幸世
- 紅色手指（2011年1月3日，TBS） - 前原直巳
- エンドロール～伝説の父～（2012年3月18日，WOWOW）
- SP ブラックボード〜時代と戦った教師たち〜 第1夜（2012年4月5日，TBS） - 二階堂幹夫
- 初戀（2012年5月22日 - 7月17日，NHK） - 広瀬光二（1984年代）
- 町医者ジャンボ!! 第5話（2013年8月1日，讀賣電視台製作・日本電視台） - 石野俊也
- 実験刑事トトリ 第2系列第3話（2013年10月26日，NHK綜合） - 大坪努
- チキンレース（2013年11月10日，WOWOW）
- 戀文日和（日语：恋文日和） 第8話「真夜中のFAXレター」（2014年2月24日，日本） - 荒木タダシ
- NHK SP特集ドラマ 東京が戦場になった日（2014年3月15日，NHK) - 主演・高木徳男（青年期）
- 漫長的告別（2014年4月 - 5月，NHK） - 金田章介
- 赤と黒のゲキジョー おばさん弁護士 町田珠子（2014年11月28日，富士電視台） - 清川夏彦
- 京都人の密かな愉しみ（2015年1月3日，NHK BS Premium）
- 無間雙龍 最終話（2015年3月20日，TBS） - 北川貴博
- おふくろ先生の診療日記7（2015年4月6日，毎日放送制作・TBS） - 青木純也
- 想吃什錦麵（日语：ちゃんぽん食べたか）（2015年5月30日 - 8月1日，NHK綜合） - 菊田 保夫
- 表參道高校合唱部！（2015年7月 - 9月，TBS） - 相葉廉太郎[3]
- UNNATURAL 第5話（2018年2月9日，TBS） - 鈴木巧
- 記憶（2018年3月21日 - 6月6日，富士電視台NEXT / J:COM） - 二宮正樹
- 童話法廷 第10話（2018年8月14日，NHK教育頻道） - 水元佑太
- 法庭女王 第1話（2019年1月13日，TBS） - 浜口直樹
- オカンは俺より野球が好き（2019年2月18日，愛媛朝日電視台） - 中嶋翔太
- 我要準時下班（2019年4月16日 - 6月25日，TBS） - 来栖泰斗
- 少年寅次郎（2019年10月19日 - 11月16日，NHK綜合） - 車竜造
  - 少年寅次郎 特別篇（2020年12月4日・11日）
- 景深家族（2020年3月4日，NHK BS Premium） - 主演・斉藤裕介
- 就活生日記（2020年3月9日 - 13日・2021年2月1日，NHK総合） - 一之瀬蒼
- 翱翔吧！工業高校行進樂隊社～愛哭鬼老師教我們的一切～（2020年4月4日，中京電視台） - 池田翔太
- 抓狂一族 10発目（2020年9月12日，東京電視台） - 中村タケシ
- 鐵證懸案～真相之門～ 第三季 第3話（2020年12月19日，WOWOW） - 野口雅之
- 青色校警・嶋田隆平（2021年1月12日 - 3月16日，關西電視台・富士電視台） - 柴田透
- 演員短片「機械仕掛けの君」（2021年1月23日，WOWOW） - 主演・伊賀照康
- Night Doctor 第7話 - 最終話（2021年8月16日 - 9月13日，富士電視台）- 星崎比呂
- 白色濁流 第1話 - 第2話（2021年8月22日 - 29日，NHK BS Premium） - 北野孝彦
- だれかに話したくなる山本周五郎日替わりドラマ2 最終話「酔いどれ次郎八」（2022年2月17日・18日，NHK BS Premium）- 岡田千久馬 役
- 恋と友情のあいだで＜里奈Ver.＞（2022年3月21日 - 25日，富士電視台TWO） - 主演・一條廉
- 燻香生活（2022年4月4日 - 6月27日，BS松竹東急） - 巡
- The Travel Nurse（2022年10月20日 - 12月8日，朝日電視台） - 天乃太郎
- 我的丈夫是－那個女孩的戀人－（2023年1月15日 - 4月2日，大阪電視台・BS東視） - 笹野拓也
- 浪漫偵探（2023年1月21日 - 2月11日，NHK綜合） - 鄉田初之助
- 杉咲花的攝休 第3話（2023年2月24日，WOWOW） - 長谷草
- 關於惡女（2023年3月13日，NHK BS4K） - 渡瀬義雄
- 勝利的法庭式 第2話（2023年4月20日，讀賣電視台・日本電視台） - 速水政樹
- 刑警七人 SEASON9 第1話 - 第2話・第4話 - 第5話・第8話 - 最終話（2023年6月7日 - 6月14日・6月28日 - 7月12日・8月2日 - 8月9日，朝日電視台）- 燒津大地
- 不要跨越時空，戀人們 第1話（2023年10月10日，關西電視台・富士電視台）- 横井大知
- 最喜歡的花（2023年10月13日 - 12月21日，富士電視台）- 相良大貴
- 火星-零的革命-（2024年1月23日 - 3月19日，朝日電視台）- 桐山球兒
- 瓜熟蒂落（2024年1月24日 - 3月20日，TBS）- 原幸成
- 綁架遊戲（2024年6月9日 - 6月30日，WOWOW）- 湯口
- GEEKS（2024年7月4日 - 9月19日，富士電視台）- 杉田翔
- 黃金神威-北海道刺青囚人爭奪編 最終話（2024年12月1日，WOWOW）- 劍持寅次
- NHK特集 被創造的"真相" DEEPFAKE的時代（2025年3月18日，NHK綜合）- 坪倉達也
- 1995～地鐵沙林事件30年 救命現場的聲音～（2025年3月21日，富士電視台）- 園田直紀
- 地震之後 第1話「UFO飛落釧路」（2025年4月5日，NHK綜合）- 佐佐木
- 生意世傳 金與銀（NHK BS・NHK BS Premium 4K）- 周助
  - 生意世傳 金與銀2（2025年4月6日 - 5月25日）
  - 生意世傳 金與銀3（2026年春）
- 總有一天，英雄（2025年4月6日 - 6月1日，朝日放送電視台・朝日電視台）- 野野村光

### 電影
- 明日があるさ THE MOVIE（2002年） - 浜田少年
- 天国は待ってくれる（2007年） - 上野武志（少年期）
- よるのくちぶえ（2009年）- 真山クロシ
- TOKYO TRIBE（2014年）
- 過ぐる日のやまねこ（2014年）[4]
- 超能力研究部の3人（日语：超能力研究部の3人）（2014年） - 飾演 和田竜一
- 與妳的第100次愛戀（2017年）- 中村鉄太
- 生存家族（2017年2月11日、東宝） - 飾演 鈴木賢司
- 假面飯店（2019年1月18日）- 關根拓真
- 草莓之歌（2019年7月5日） - 笹沢シゲ
- 我是大哥大!!（2020年7月17日、東宝） - 森川悟
- 茜色如燒（2021年5月21日） - 教師
- 假面飯店：假面之夜（2021年9月17日）- 關根拓真
- Wedding High（2022年3月12日、松竹） - 滝本直樹
- 黃金神威[[[Wikipedia:格式手册/链接#章節|錨點失效]]]（2024年1月19日、東寶） - 寅次

## 外部連結
- 泉澤祐希官方網站 （页面存档备份，存于）
- 泉澤祐希的X（前Twitter）（日語）
- 泉澤祐希的Instagram帳戶